# Let's Play Two
Let's Play Two è un album dal vivo e un film da concerto del gruppo musicale statunitense Pearl Jam. L'album è stato pubblicato il 29 settembre 2017, con il film del concerto uscito il 17 novembre 2017.
Le riprese e le canzoni sono state registrate durante gli spettacoli della band del 20 e 22 agosto al Wrigley Field durante il loro tour del 2016.

## Tracce
1. Low Light
2. Better Man
3. Elderly Woman Behind the Counter in a Small Town
4. Last Exit
5. Lightning Bolt
6. Black, Red, Yellow
7. Black
8. Corduroy
9. Given to Fly
10. Jeremy
11. Inside Job
12. Go
13. Crazy Mary
14. Release
15. Alive
16. All the Way
17. I've Got a Feeling

## Formazione
- Eddie Vedder – voce, chitarra ritmica
- Stone Gossard – chitarra ritmica
- Mike McCready – chitarra solista
- Jeff Ament – basso
- Matt Cameron – batteria
- Kenneth "Boom" Gaspar – tastiera, organo